# Ipala (vulkán)
Az Ipala egy kialudt tűzhányó Guatemala délkeleti részén. A krátertaváról ismert hegy neve elképzelhető, hogy a navatl nyelvű icpatepec szóból származik.

## Leírás
Az 1650 méter magas hegy Guatemala délkeleti részén, Chiquimula, Jutiapa és Jalapa megyék hármashatárán emelkedik, maga a csúcs és az ott található krátertó Jutiapa területén található. A kráter átmérője 1 km körüli, belső magassága 150 méter. A csapadékvízből táplálkozó tó területe és vízszintje az utóbbi években lecsökkent, egyrészt az éghajlatváltozásnak, másrészt annak köszönhetően, hogy a környező települések egy része innen szerzi az ivóvizet. A vulkán déli lejtőjén található a Monte Rico nevű parazitakráter, ez és az északi oldalon levő kisebb kúpok egy észak–déli irányú törés mentén helyezkednek el. A környék növényzete ritkás, de a csúcs közelében és a kráterben ciprusokból és tölgyekből álló nedves erdő található, benne különféle fán élő növényekkel. Egy 1865-ös feljegyzés arról tanúskodik, hogy a vulkán január 24-től júniusig hamut lövellt a levegőbe, ám ez egyéb bizonyítékok híján nem valószínű, hogy igaz.
Megmászása nem számít nehéznek. A szokásos útvonal Monterrico faluból indul, ahonnan mintegy két óra alatt fel lehet jutni a csúcsra, a visszaút pedig feleannyi ideig tart, de ajánlott korán indulni, amíg még nincs annyira nagy meleg. A tó partján sátorozni is lehet, és bérelhető házak is vannak. A hegy területére való belépésért azonban a Guatemalai Turisztikai Intézet döntése alapján fizetni kell.

## Képek

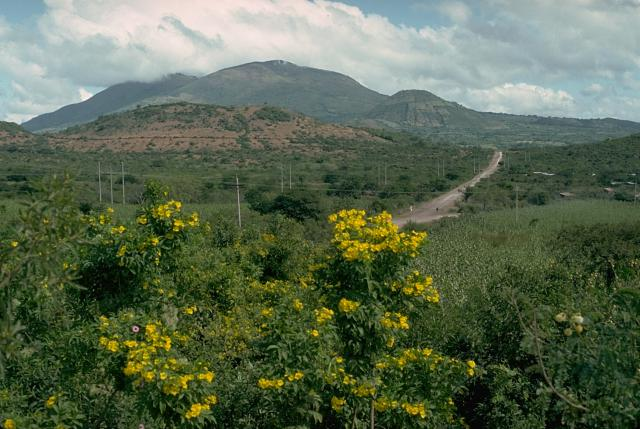
Az Ipala látképe
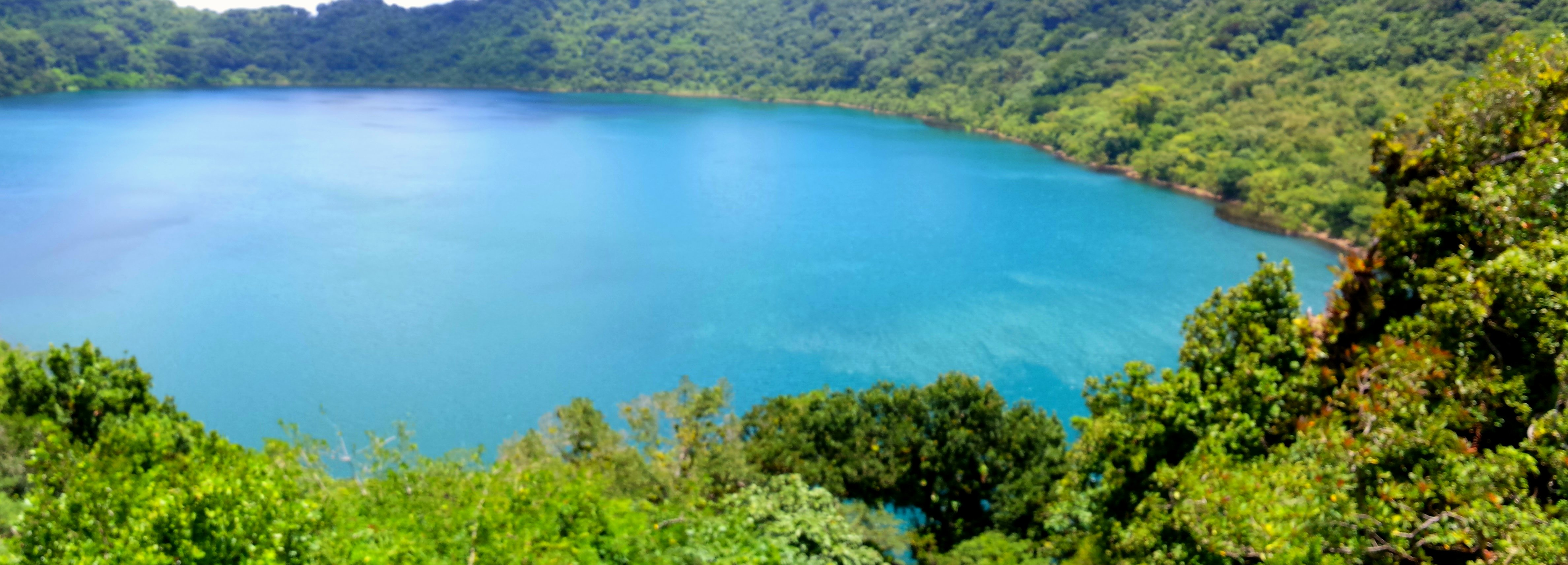
A krátertó
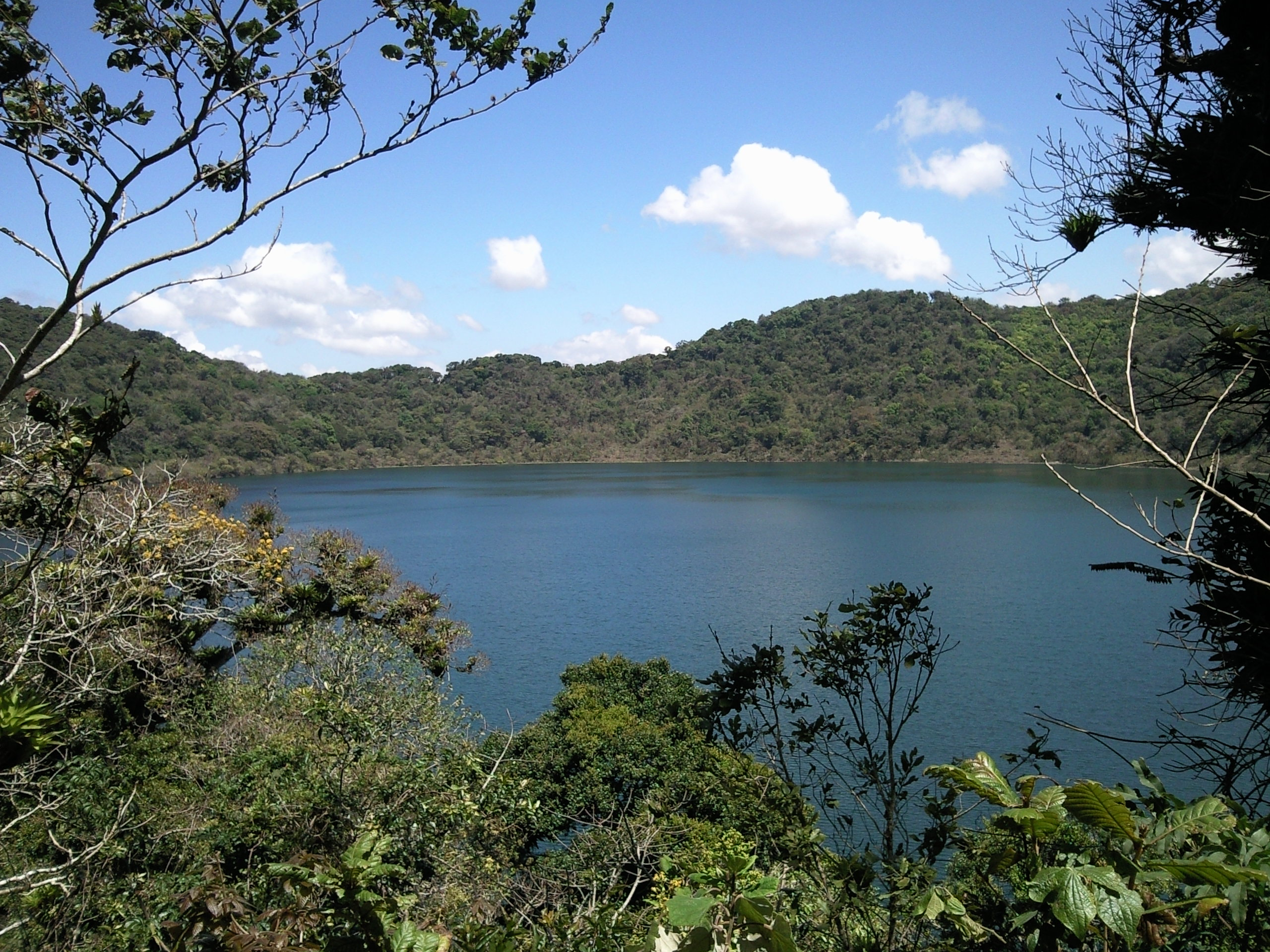
A krátertó
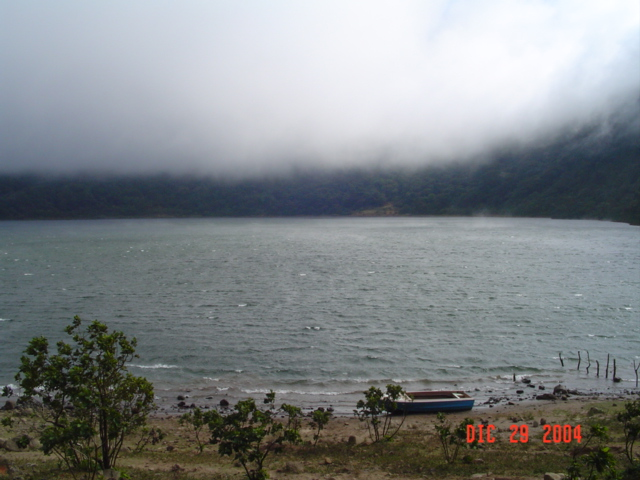
A krátertó ködben